# TV Kaufleute Basel
Der TV Kaufleute Basel (TVK) ist ein Handballverein, welcher heutzutage mit dem ATV Basel-Stadt in einer Spielgemeinschaft mit dem Namen ATV/KV Basel am Schweizer Spielbetrieb teilnimmt.

## Geschichte
Der TVK wurde 1867 gegründet. Die Mitglieder stammten aus dem «Kaufmännischen Verein Basel». Seit 2003 spielt der TVK mit dem ATV Basel-Stadt in einer Spielgemeinschaft.

### Feldhandball
1933 nahm der TVK an der ersten Schweizer Feldhandballmeisterschaft teil. In den Gruppenspielen gewannen sie sämtliche drei Spiele. Den Regionalfinal verloren sie gegen den späteren Schweizer Meister Abstinenten-Turnverein Basel.
1947 und 1948 spielten sie um den Aufstieg aus der 1. Liga in die Nationalliga. 1948 wurden sie bei der Finalrunde der 1. Liga Zweite und qualifizierten sich für das Relegationsspiel gegen den Zweitletzten der Nationalliga HC Amicitia Zürich. Das erste Spiel endete 4:4 unentschieden, daher wurde ein Wiederholungsspiel gespielt, welches sie mit 2:6 verloren.
1951 war die letzte Saison der 1. Liga als zweithöchster Spielklasse. Sie gewannen ihre Gruppe und verloren den Regionalfinal gegen den RTV 1879 Basel. Mit dem Gruppensieg waren sie berechtigt, in der darauffolgenden Saison in der neu gegründeten Nationalliga B zu spielen. Sie wurden Sieger der Gruppe Ost, verloren aber den NLB-Final gegen den TV Länggasse Bern. In den darauffolgenden Saisons bewegten sie sich im Mittelfeld der NLB. 1958 und 1959 wurden sie wiederum Gruppensieger, verloren aber jeweils den Final gegen den TV Unterstrass und STV St. Gallen. 1961 wurden sie das erste Mal NLB-Meister und stiegen das erste Mal in die NLA auf. 1962 konnten sie sich den Klassenerhalt sichern. In der nächsten Saison stiegen sie in die NLB ab. Zwei Jahre (1965) später mussten sie sogar in die 1. Liga absteigen. Bis zum Ende der Feldhandballmeisterschaften im Jahre 1971 spielten sie nicht mehr in der NLA oder NLB.

### Kleinfeldhandball
1966 nahmen sie am Versuchsbetrieb im Kleinfeldhandball teil. Dabei wurden sie Letzte und spielten daher 1967 in der NLB. Dies war die einzige Saison in der NLB. Beim Sommerpokal 1972 und 1973 wurden sie jeweils Letzte ihrer Gruppe.

### Hallenhandball
Bei der zweiten Hallenhandball-Schweizer-Meisterschaft im Jahre 1951 wurden sie Dritte. Bis zur Saison 1963/64 spielten sie erstklassig. In der Saison 1964/65 spielten sie kurz in der NLB. Sie stiegen sofort wieder in die Nationalliga A 1965/66 auf, in derselben Saison stiegen sie wieder ab. 1966/67 verloren sie den NLB-Final gegen den BTV St. Gallen. 1973/74 stiegen sie in die 1. Liga ab. Am Ende des Jahrzehnts spielten sie in der 2. Liga.
In den Saisons 1957/58, 1958/59 und 1960/61 wurden sie Vizemeister.